# Mambara andamanensis
Mambara andamanensis is een vlinder uit de familie van de slakrupsvlinders (Limacodidae). De wetenschappelijke naam van de soort is voor het eerst geldig gepubliceerd in 1971 door Mondal & Rynth.